# 元氣媽媽
《每日媽媽》（日语：毎日かあさん，台譯：元氣媽媽）是日本漫畫家西原理惠子原作的短篇漫畫，2002年10月起在《每日新聞》每星期連載1次至2017年6月，主要內容以自己的家庭生活為藍本及靈感，曾獲得2004年日本新媒體動漫藝術節漫畫部門優秀獎、2005年手塚治虫文化獎短篇獎、2011年日本漫畫家協會獎參議院議長獎。

## 電視動畫版
2009年4月1日，《每日媽媽》電視動畫版在東京電視網開播，每話分為4段，每段各有1個標題。而在日本境外，自2010年起，在台灣的中視、香港的無綫電視和南韓的SBS播放，其中的台灣中視和香港無綫電視都會有雙語廣播（國/粵及日語）。而值得注意的是，在南韓，以往一般日本動畫儘管全改成韓語配音，但都多數放在收費的Tooniverse播映，而甚少在類似SBS這類免費頻道播映的。

台灣播出時間為2023年1月30日起晚上19:30，2023年2月22日起 晚上19:00，2023年8月16日結束最後一集。

### 角色列表

#### 鴨原家
鴨原理惠子〔〕
日本配音：森公美子、三瓶由布子（少女時代）；台灣配音：姜瑰瑾（中視版本）、林美秀（MOMO親子台版本）；香港配音：小蘭
一名女性漫畫家，作者西原理惠子的寫照：在四國高知縣四萬十市的一個小漁村裡長大（雖然實際上西原理惠子本人是在高知市出生），後來因為工作關係而移居至東京都。個性樂觀、直爽，行事風格帶點無厘頭，與其夫育有一子文治與一女富美。她以粗枝大葉的方式養育文治與富美，但對文治與富美的關心與付出可是一點都不少。喜愛吃螃蟹，經常一個人半夜躲在廚房吃螃蟹肉，甚至會為了獨吞螃蟹不惜違背和女兒的約定。
鴨原穰〔〕
日本配音：田口浩正；台灣配音：梁興昌（中視版本）、吳文民（MOMO親子台版本）；香港配音：葉振聲
鴨原理惠子的丈夫，一名專門報導戰地新聞的自由攝影記者。由於工作的關係，平常很少在家，但非常疼愛文治與富美。很喜歡喝酒及吃拉麵。
鴨原文治〔〕
日本配音：園崎未惠；台灣配音：龍顯蕙（中視版本）、劉如蘋（MOMO親子台版本）；香港配音：陳琴雲→魏惠娥→陳琴雲
鴨原夫婦之子，7歲的小學一年級學生，經常作出無厘頭行為讓理惠子疲於奔命。
鴨原富美〔〕（港版於第一集和第二集稱之為「鴨原小雅」，第三集起改稱「鴨原富美」；而台版在早期稱之為「鴨原文美」）
日本配音：藤井結夏；台灣配音：穆宣名（中視版本）；香港配音：陳皓宜
鴨原夫婦之女，5歲，個性機靈又貼心，但有時又會因為沒有被稱讚或被責罵而公主病發作，更會經常因為一些事不高興而說謊騙人。
鴨原淑子〔〕
日本配音：岡本麗；台灣配音：龍顯蕙（中視版本）、雷碧文（MOMO親子台版本）；香港配音：伍秀霞
鴨原理惠子之母，是唯一可批評理惠子的角色，也是文治與富美的外婆。她原本受理惠子之託「先幫忙帶小孩一個月」，不料從此長達4年無法回到高知縣老家。鴨原夫婦吵架時，會出面調停。
約翰〔〕
日本配音：宮本充
鴨原家的愛犬，名字是鴨原穰取的，被理惠子養得很健壯。擅長脫逃術。
鴨原理惠子之兄
鴨原理惠子的哥哥，文治與富美的舅舅。
日本配音：伊藤榮次；香港配音：朱子聰

#### 其他
小愛〔〕
日本配音：中尾衣；香港配音：曾佩儀；台灣配音：穆宣名（中視版本）
鴨原理惠子的助手，個性乾脆、爽快，公私分明。拒絕幫理惠子做家事，但當有金錢可拿的時候便會幫忙。
水沼
日本配音：菅沼久義；香港配音：張裕東
長崎家
日本配音：菊池こころ（ちーくん）、本多知惠子（ママ = 長崎さん）、岩崎實（パパ）；香港配音：伍秀霞（長崎太太）、謝潔貞（小智）
森田家
日本配音：伊藤實華（まあくん）、赤土眞弓（ママ = 森田さん）、下崎紘史（パパ）；香港配音：黃玉娟（森田太太）、蔡惠萍→林元春（小真，第98集起）
大地くんと家族
日本配音：中川江（大地くん）、中島沙樹（ママ）、內藤玲（パパ）；香港配音：雷碧娜→陸惠玲→林元春→黃麗芳（大地之母）、曾秀清→雷碧娜（大地）
權田家
日本配音：橘U子（權田くん、權田さん）；香港配音：林丹鳳（權田太太）、朱妙蘭（權田）
麦ちゃんと家族
日本配音：永田亮子（麦ちゃん）、岩崎實（夫）；香港配音：黃玉娟→朱妙蘭（第139集起）（阿麥）
岩村家
日本配音：山口由子（岩村さん）、松山鷹（夫）、石嶋久仁子・知桐京子など（岩村4兄弟）；香港配音：雷碧娜（岩村太太）、謝潔貞、林元春（岩村4兄弟）
千夏ちゃんと家族
日本配音：許綾香（千夏ちゃん）、湯屋敦子（ママ）；香港配音：雷碧娜（千夏之母）、成瑤孆（千夏）
ひこくんと家族
日本配音：中尾衣（ひこくん）、山口由子（ママ）
タカくんと家族
日本配音：梅田貴公美（タカくん）、湯屋敦子（ママ）
かんなちゃんと家族
日本配音：松元環季（かんなちゃん）、高梁碧（ママ）
學前教育精靈
日本配音：屋良有作；香港配音：古明華→蕭徽勇
自第四集起不定期出現，每當鴨原理惠子遇上教育兒女的煩惱就會出現，但他每次出現都只會批評或挖苦理惠子不當的學前教育手法；每當理惠子有求於他，也從不會作任何建議和輔助，甚至借故消失；所以理惠子一直都不甚喜歡其出現。
口頭禪：「啦……學前教育！」
情操教育精靈
日本配音：松山鷹志；香港配音：朱子聰
寬裕教育精靈
日本配音：北澤力；香港配音：伍博民→周良鴻
愛情教育精靈
香港配音：葉振聲
バッタマン
日本配音：坂卷亮祐
ぴにゃりくん
日本配音：石井康嗣
イ・ヤンジュン
日本配音：北澤力
旁白
日本配音：島本須美；台灣配音：龍顯蕙；香港配音：林元春、朱妙蘭（代配）

### 工作人員
- 企劃：白石誠、川崎由紀夫、松下洋子、Kim Young Doo（第63話 - ）
- 系列構成：高橋ナツコ（ - 第96話）→岸間信明（第97話 - ）
- 人物設定：水謙太（ - 第96話）→西野理惠（第97話 - ）、Lee Ok Mi（第63話 - 第96話）→Song Seung Taik（第97話 - ）
- 總作畫監督：和田高明
- 美術監督：三原伸明（ - 第96話）→柴田千佳子（第97話 - ）
- 色彩設計：橫井正人（ - 第96話）→一瀨美代子（第97話 - ）
- 攝影監督：赤澤賢二（ - 第96話）→松崎信也（第97話 - ）、Heo Tae Hee（第63話 - ）
- 編集：中川晶男（ - 第96話）→後藤正浩（第97話 - ）
- 音響監督：松岡裕紀
- 音樂：栗原正己
- 動畫製作人：土屋貴彥（ - 第62話）→水田賢治（第63話 - ）、後藤史臣（第97話 - ）、Ha Hae Ran（第63話 - ）
- 製作人：東不可止、三宅將典（ - 第96話）→麻生一宏（第97話 - ）、Kang Seok Woo（第63話 - ）
- 副導演：片貝慎
- 導演：本鄉Mitsuru
- 動畫製作：GALLOP（ - 第96話）→TYO Animations（第97話 - ）、東宇動畫（第63話 - ）
- 製作：東京電視台、NAS、東宇動畫（第63話 - 第96話）→SDD-MK（第97話 - ）

### 主題歌
片頭曲
- 第1期「毎日かあさん」

作詞 - もりちよこ / 作曲 - 澤口和彦 / 編曲 - 亀山耕一郎 / 歌 - 森公美子
- 第2期「あるいてゆこう」

作詞・作曲 - ビリー / 編曲 - 長江徹 / 歌 - ビリケン
- 第3期「風が吹く丘」

作詞・作曲 - ビリー / 編曲 - 長江徹 / 歌 - ビリケン
片尾曲
- 第1期「ただいま」

作詞 - 森由里子 / 作曲 - 吉野ユウヤ / 編曲 - 新井理生 / 歌 - 佐藤ひろみち
- 第2期「かあさんの背中」

作詞・作曲 - ビリー / 編曲 - 長江徹 / 歌 - ビリケン
- 第3期「お守り傘」

作詞・作曲 - ビリー / 編曲 - 長江徹 / 歌 - ビリケン

## 電影版
2011年2月5日，《每日媽媽》真人電影版在日本上映，小林聖太郎導演，小泉今日子與永瀨正敏主演，情節、角色名稱等皆與原作有些不同，但電影版的故事內容基本上都是真人真事改編的，而內裡不少角色都是真有其人（例如鴨志田穰）。2011年1月29至30日，東京電視台以特別節目方式播映《每日媽媽》真人電影版。2011年5月12日，《每日媽媽》真人電影版在香港的百老匯電影中心上映，並會把首周票房經過香港救世軍捐予日本赤十字社；而在2011年5月13日，《每日媽媽》真人電影版在台灣約17家影院上映，台灣發行商為龍祥國際多媒體。

### 劇情大綱
西原理惠子是一個每天都有截稿壓力的知名漫畫家，每天工作到三更半夜，還要注意不按牌理出牌的孩子們：6歲的兒子像小狗一樣，女兒4歲就懂得利用女生優勢。即使每日都要過著這樣的生活，理惠子將所有的辛酸一笑置之，努力度過每一天。
然而，原是戰地攝影師的丈夫鴨志田穰有酗酒的習慣，雖然一直說要戒酒，卻不斷地失敗。理惠子與穰決定離婚。離婚後的穰終於認真接受戒酒治療，沒想到發現自己已經罹患癌症。知道穰來日無多的理惠子決定再度接納穰，然而他們遲早必須面臨天人永隔。

### 角色列表
西原理惠子〔〕
演員：小泉今日子
鴨田穰〔〕
演員：永瀨正敏
理惠子之夫，原為戰地攝影師，因長期目睹戰亂而酗酒。
文治
演員：矢部光祐
理惠子與穰的兒子，6歲。
風美
演員：小西舞優
理惠子與穰的女兒，4歲。
淑江〔〕
演員：正司照枝
文治與富美的外婆。
小愛〔〕
演員：田畑智子
理惠子的助手。
麥田太太〔〕
演員：鈴木砂羽
家庭主婦，理惠子的朋友。
粟田太太〔〕
演員：柴田理恵
家庭主婦，理惠子的朋友。
稗田太太〔〕
演員：北斗晶
家庭主婦，理惠子的朋友。
米田太太〔〕
演員：安藤玉惠
家庭主婦，理惠子的朋友。
島田〔〕
演員：大森南朋
理惠子漫畫的責任編輯。
權造〔〕
演員：古田新太
理惠子漫畫的編輯。
西原的哥哥〔〕
演員：光石研
理惠子的哥哥，曾帶理惠子到父親和母親離婚後獨居的地方。
與穰還有聯絡的母親〔〕
演員：遠山景織子
穰的媽媽。

### 工作人員
- 導演：小林聖太郎
- 執行製作：中尾哲郎、那須野哲彌
- 企劃：青木竹彥、原公男
- 製作人：瀨川治水、渡邊大介
- 編劇：真邊克彥
- 原作：西原理惠子（《每日新聞》連載、每日新聞社印行）
- 攝影：齊藤幸一
- 美術：丸尾知行
- 照明：豐見山明長
- 音樂：周防義和
- 錄音：白取貢
- 編集：宮島龍治
- 服裝、造型設計：濱井貴子
- 髮型設計：青木映子
- 製作擔當：齊藤大和
- 助理導演：吉村達矢
- 場記：阿保知香子
- 錄製：Twins Japan
- 製作：電影《元氣媽媽》製作委員會（東京電視台、WOWOW、每日新聞社、NAS、King Records、松竹、Twins Japan、波麗佳音、大阪電視台、愛知電視台）
- 發行：松竹
- 補助：文化藝術復興費補助金

## 來源
1. ↑  .   [2016-05-18]. （原始内容存档于2017-03-21）.

## 外部連結
- 每日新聞《每日媽媽》連載網頁 （页面存档备份，存于）
- 《每日媽媽》電視動畫版官方網站 （页面存档备份，存于）
- 《每日媽媽》電影版官方網站
- 元氣媽媽（動畫）在動畫新聞網百科全書中的資料（英文）
- 中視《元氣媽媽》官方網站 （页面存档备份，存于）